# Ricard Marlet i Saret
Ricard Marlet i Saret (Sabadell, 25 de setembre de 1896 - Matadepera, 8 de juny de 1976) fou un xilògraf especialitzat en la tècnica del gravat al boix, dibuixant, pintor i escultor català.

## Biografia
Autodidacte, Ricard Marlet va ser un dels principals representants del Noucentisme artístic vallesà. Va ser cofundador de L'Almanac de les Arts i de l'Associació de Música de Sabadell, per a les publicacions de les quals va fer emblemàtiques il·lustracions gravades a la fusta. És un dels més prolífics i refinats xilògrafs catalans; dignificà amb les seves composicions gran quantitat d'impresos de tota classe, des dels publicitaris a edicions de bibliofília, passant per estampes religioses, calendaris, etc. També va practicar la pintura mural i de cavallet, l'escultura i diverses altres arts plàstiques. Algunes de les seves matrius es conserven a la Biblioteca de Catalunya, al Museu d'Història de Sabadell i al Museu d'Art de Sabadell.
Va participar també amb il·lustracions en l'Almanac de les Arts de 1924, on també es van reproduir un estudi de gravat al boix i una coberta de llibre d'aram repujat, i al de 1925, en el qual es va reproduir gravat amb les quatre estacions, un estudi de retrat masculí i el cartell de l'exposició col·lectiva d'art de l'Acadèmia de Belles Arts de l'any anterior, que havia obtingut el primer premi del concurs del Faianç Català.
Va ser professor de dibuix a l'Escola Industrial i d'Arts i Oficis de Sabadell i a l'Escola Sant Lluc. Durant la guerra civil va impartir classes de treballs manuals a l'Institut Escola, creat per la Generalitat per reprendre l'ensenyament en el caos generat per l'aixecament militar del 1936. El 1937 dissenyà el paper moneda de l'Ajuntament de Sabadell.
Marlet va participar en les activitats de la Colla de Sabadell, sobretot en les de caràcter més cultural, dissenyà els llibres i el logotip de les Edicions La Mirada i va il·lustrar molts programes de l'Associació de Música de Sabadell. Els seus boixos donaven un toc noucentista als pulcres impresos de la casa Sallent, amb la qual col·laborà molts anys. En esclatar la Guerra Civil s'instal·là definitivament a Matadepera, on morí el 1976.
L'any 1943 va fer una exposició individual i va participar en una exposició col·lectiva a l'Acadèmia de Belles Arts de Sabadell, on també va formar part de col·lectives el 1948. El 1952 formava part de l'exposició col·levtiva sobre temes eucarístics que es va presentar a l'Acadèmia Catòlica de Sabadell.
El 21 de desembre de 1984 Sabadell li dedicà un carrer al barri de Can Deu, on hi ha carrers amb noms d'escriptors catalans i de la Colla de Sabadell.